# J.F. Meyer
Jacob Frederik Meyer (født 6. december 1849 i København, død 13. august 1905 sammesteds) var en dansk ingeniør, bror til Leopold, Emil Laurids og Karl Martin Meyer.
Han blev student 1867 fra Det von Westenske Institut. I 1875 tog han polyteknisk eksamen i ingeniørfagene og samme år blev han ansat ved Kbhvns Brolægnings- og Vejvæsen, hvor han var ansat frem til sin død, med indtagelse af 1883—84, hvor han var konstitueret Vandanspektør i Kjøbenhavn.
Den 1. december 1886 blev han udnævnt som chef for forvaltningen. Han rejste udenlands adskillige gange for at gøre erfaringer i bl.a. klaoknet, spildevandsafledning og andet. Han var medlem af Bestyrelsen for Selskabet for Sundhedspleje i Danmark, af Arbejderbankens og af mosaisk Trossamfunds Repræsentantskab. I 1900 blev han Ridder af Dannebrog.
Han er begravet på Mosaisk Vestre Begravelsesplads.